# The Exploits of Three-Fingered Kate
The Exploits of Three-Fingered Kate è un cortometraggio muto del 1909 diretto da J.B. McDowell. Fu il primo di una serie di sette episodi prodotti dalla British & Colonial Kinematograph Company che raccontavano le avventure di due sorelle, Kate e Mary, a capo di una banda sulle cui tracce si mette il detective Sheerluck Finch.

## Produzione
Il film fu prodotto dalla British & Colonial Kinematograph Company.

## Distribuzione
Distribuito dalla Cosmopolitan Films, il cortometraggio uscì nelle sale cinematografiche britanniche nell'ottobre 1909. Il suo successo fu tale che, in tre anni, il soggetto venne ripreso in altri sei episodi prodotti dalla B & C, quasi tutti diretti da H.O. Martinek, il fratello dell'attrice Ivy Martinek, protagonista della serie nel ruolo di Three-Fingered Kate.
Tutti i film della serie sono andati perduti tranne Kate Purloins the Wedding Presents.

## Episodi della serie
- The Exploits of Three-Fingered Kate, regia di J.B. McDowell (1909)
- Three-Fingered Kate: Her Second Victim, the Art Dealer, regia di H.O. Martinek (1909)
- Three-Fingered Kate: Her Victim the Banker o Three Fingered Kate, regia di H.O. Martinek (1910)
- Three-Fingered Kate: The Episode of the Sacred Elephants, regia di H.O. Martinek (1910)
- Three-Fingered Kate: The Wedding Presents, regia di Charles Raymond (1912)
- Three-Fingered Kate: The Case of the Chemical Fumes, regia di H.O. Martinek (1912)
- Three-Fingered Kate: The Pseudo-Quartette, regia di H.O. Martinek (1912)